# Tàrbena
Tàrbena (spanisch Tárbena) ist eine Gemeinde (municipio) im Südosten von Spanien in der Provinz Alicante in der Valencianischen Gemeinschaft. 2024 hatte die Gemeinde 634 Einwohner.

## Geografie
Tàrbena liegt etwa 55 Kilometer nordöstlich von Alicante nahe der Mittelmeerküste in einer Höhe von ca. 560 m.

## Demografie
| 1842 | 1900 | 1930 | 1950 | 1970 | 1981 | 1991 | 2001 | 2011 | 2021 |
| ---- | ---- | ---- | ---- | ---- | ---- | ---- | ---- | ---- | ---- |
| 1973 | 1515 | 1410 | 1214 | 1026 | 717  | 713  | 705  | 809  | 642  |

## Sehenswürdigkeiten
- Reste der Burg von Tàrbena
- Barbarakirche
- Die Schlucht des Xorquet ist eine archäologische Stätte mit Felsmalereien nordwestlich von Tàrbena

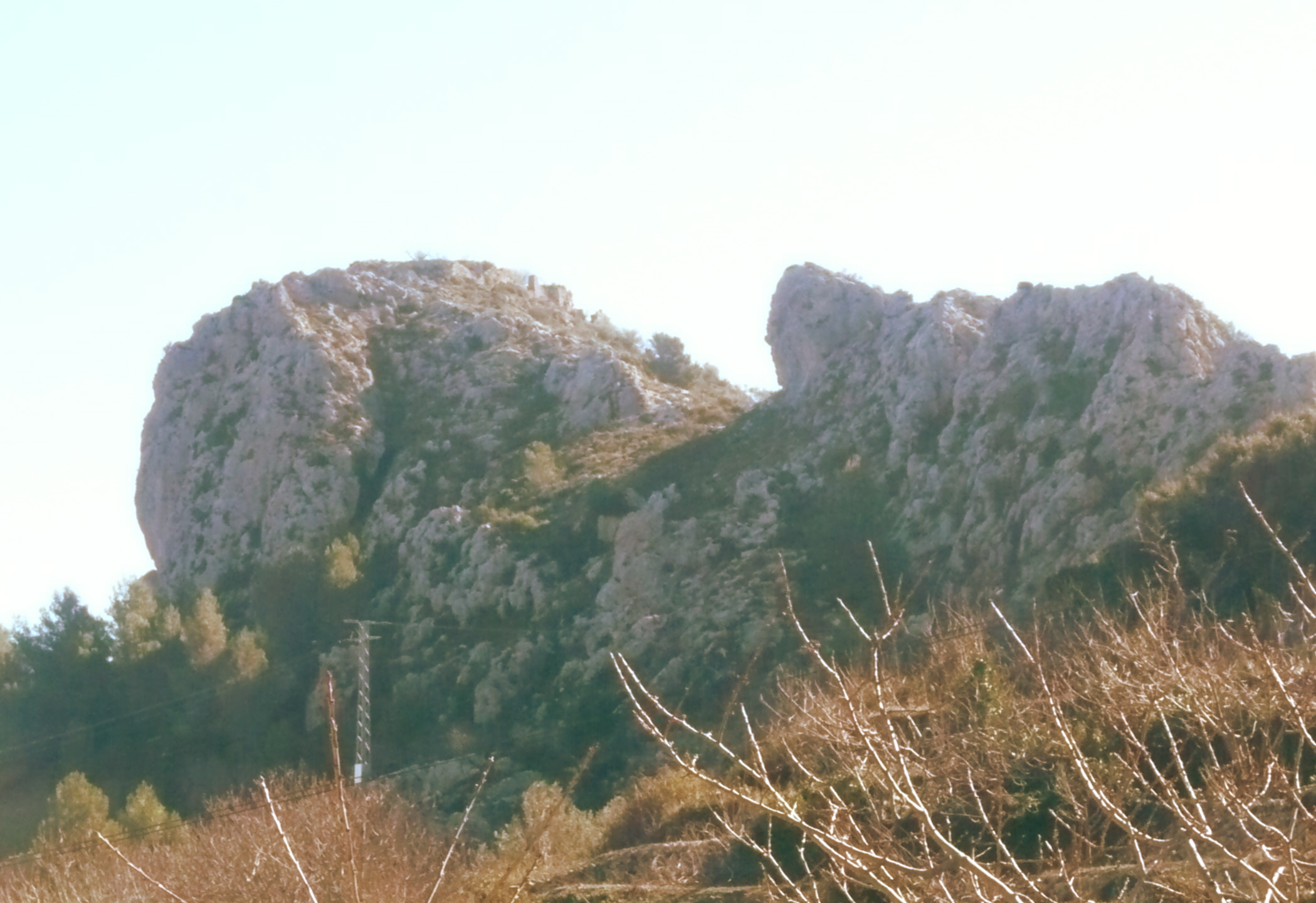
Reste der Burg von Tàrbena
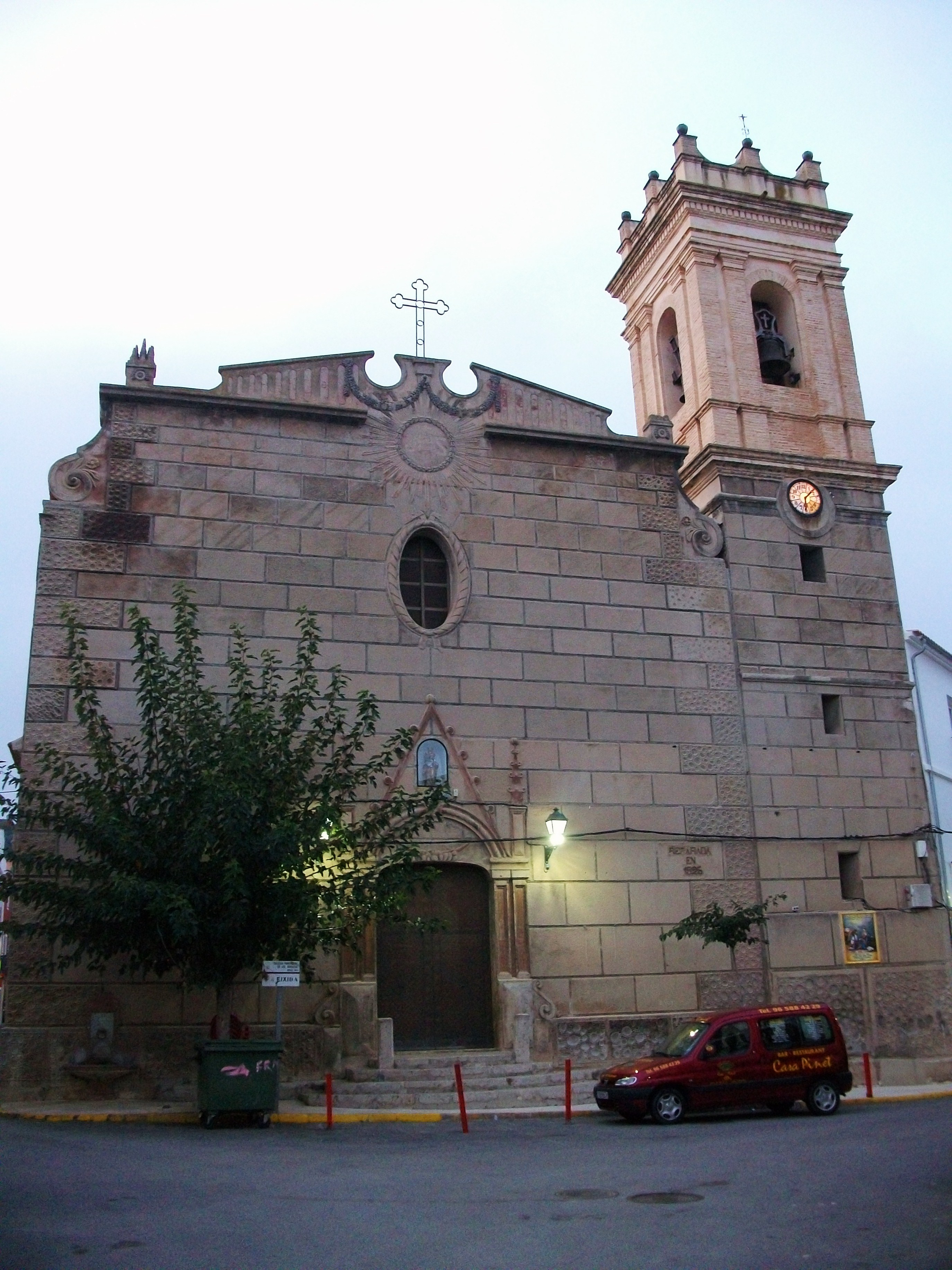
Barbarakirche
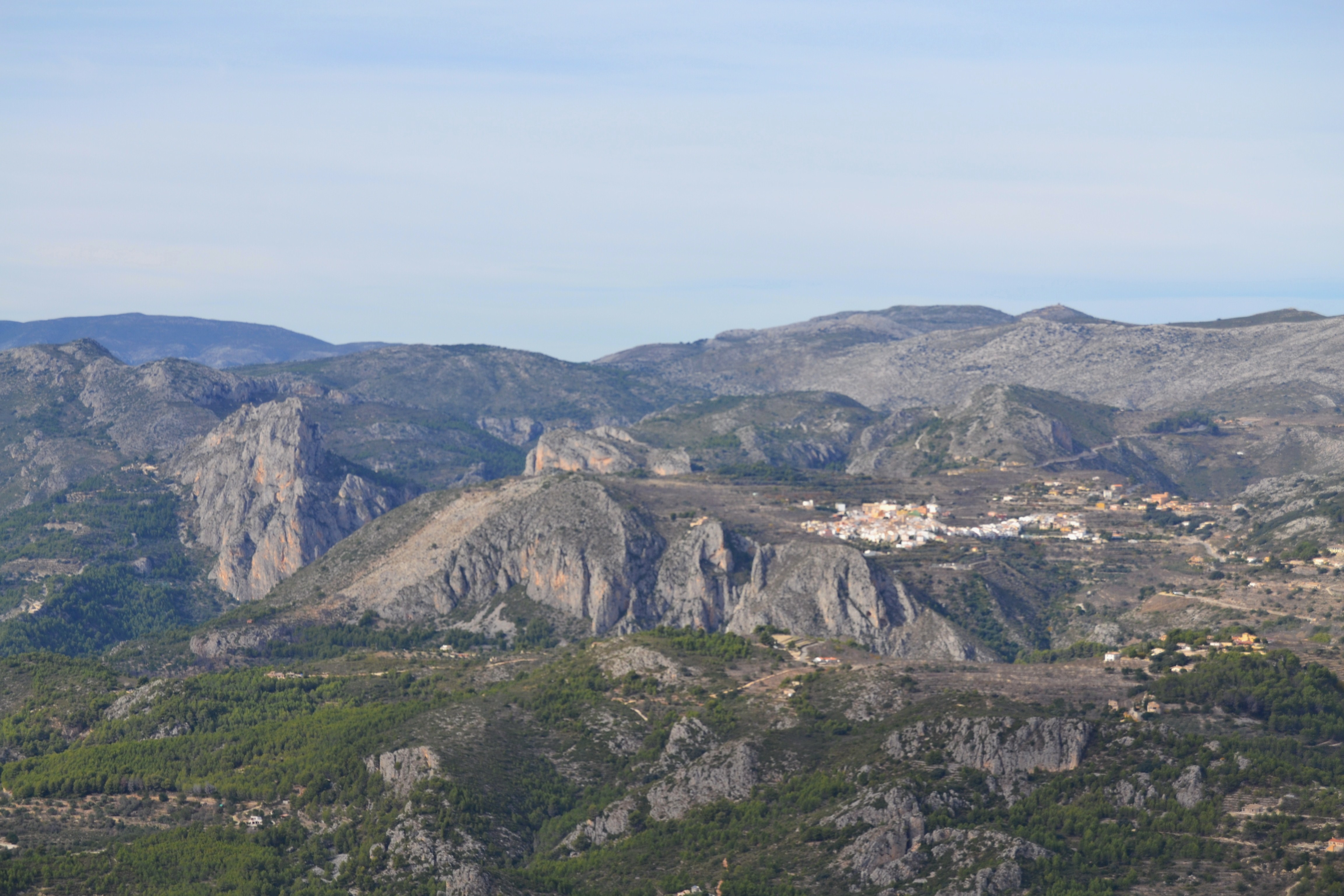
Schlucht des Xorquet